# Квернадзе, Александр Ревазович
Алекса́ндр Ревазович Квернадзе (род. 2 февраля 1958, Маглаки, Цхалтубский район, Грузинская ССР) — советский футболист, нападающий.
Воспитанник футбольной школы «Торпедо» Кутаиси, первый тренер К. Хурцидзе. В «Торпедо» — с 1976 года, в клубе провёл всю карьеру в командах мастеров — в 1976—1987 годах в первенстве СССР сыграл 307 матчей, забил 64 гола. В высшей лиге (1982—1983, 1985—1986) — 82 матча, 12 голов.